# Chasnay
Chasnay település Franciaországban, Nièvre megyében. Lakosainak száma 128 fő (2022. január 1.). Chasnay Nannay, Arbourse, La Celle-sur-Nièvre, Murlin és Narcy községekkel határos.

## Népesség
A település népességének változása:
| Lakosok száma | 109  | 116  | 118  | 116  | 119  | 122  | 125  | 126  | 128  |
|               | 2013 | 2015 | 2016 | 2017 | 2018 | 2019 | 2020 | 2021 | 2022 |